# Mona Washbourne
Mona Washbourne (* 27. November 1903 in Birmingham; † 15. November 1988 in London) war eine britische Schauspielerin.

## Leben
Washbourne besuchte die Birmingham School of Music, wo sie zur Konzertpianistin ausgebildet wurde. Sie hatte 1924 ihr Bühnendebüt als Pianistin und Soubrette, danach wandte sie sich jedoch der Schauspielerei zu. Ihr Filmdebüt folgte 1934 in einer im Abspann nicht genannten kleinen Nebenrolle im Filmmusical Evergreen. 1937 trat sie im Westminster Theatre erstmals auf der Londoner Theaterbühne auf. 1957 hatte sie ihr Broadwaydebüt in Nude With Violin und für ihre Darstellung in David Storeys Home wurde sie 1971 für den Tony Award nominiert. Sie trat auch am Queen’s Theatre am Londoner West End und am Royal Court Theatre auf.
Ihre Filmkarriere begann sie 1948, bereits Mitte Vierzig, in Anthony Asquiths Filmdrama Der Fall Winslow. Danach war sie über Jahrzehnte eine gefragte Filmschauspielerin mit Auftritten in unterschiedlichen Genres, darunter das Musical My Fair Lady, der Hammer-Horrorfilm Dracula und seine Bräute, der Kriegsfilm Dünkirchen, der Märchenfilm Der blaue Vogel, der Kriminalfilm Der Fänger, der Avantgardefilm Identikit und die James-Bond-Parodie James jr. schlägt zu. In John Schlesingers British-New-Wave-Film Geliebter Spinner hatte sie eine der Hauptrollen. In einer ihrer letzten Rollen spielte sie 1982 Queen Mum in der Fernsehproduktion Charles & Diana: A Royal Love Story.
Einer der Höhepunkte ihrer Karriere war das auf dem Leben von Stevie Smith basierenden Zwei-Personen-Stück Stevie, in welchem sie neben Glenda Jackson auftrat. 1978 waren sie im gleichnamigen Spielfilm zu sehen, wofür beide für den Golden Globe Award nominiert wurden. Washbourne wurde zudem für den British Academy Film Award nominiert und gewann für ihre Darstellung mehrere Kritikerpreise.
Washbourne war bis zu dessen Tod 1979 mit dem Schauspieler Basil Dignam verheiratet.

## Filmografie (Auswahl)
- 1934: Sensation in London (Evergreen)
- 1948: Der Fall Winslow (The Winslow Boy)
- 1954: Verraten (Betrayed)
- 1954: Aber, Herr Doktor… (Doctor in the House)
- 1954: Sein größter Bluff (The Million Pound Note)
- 1954: Das Millionenbaby (To Dorothy, a son)
- 1954: Jonnys neue Heimat (Johnny on the run)
- 1955: Verliebt in eine Königin (John and Julie)
- 1956: Wie herrlich, jung zu sein (It’s great to be young)
- 1958: Dünkirchen (Dunkirk)
- 1959: Französische Betten (Count your Blessings)
- 1960: Dracula und seine Bräute (The Brides of Dracula)
- 1963: Geliebter Spinner (Billy Liar)
- 1963: Griff aus dem Dunkel (Night must fall)
- 1964: My Fair Lady
- 1965: Der Fänger (The Collector)
- 1965: Der dritte Tag (The third Day)
- 1968: If …
- 1969: Danach (The Bed Sitting Room)
- 1973: Der Erfolgreiche (O Lucky Man!)
- 1974: Identikit
- 1976: Der blaue Vogel (The Blue Bird)
- 1978: Stevie
- 1979: James jr. schlägt zu (The London Connection)
- 1981: Wiedersehen mit Brideshead (Brideshead Revisited, Fernseh-Miniserie)
- 1982: Charles & Diana: A Royal Love Story (Fernsehfilm)
- 1984: Späte Blüte (December Flower)

## Broadway
- 1957–1958: Nude With Violin
- 1958: Present Laughter
- 1970–1971: Home

## Auszeichnungen
- 1971: Tony-Award-Nominierung für Home
- 1979: British-Academy-Film-Award-Nominierung als Beste Nebendarstellerin für Stevie
- 1979: Golden-Globe-Award-Nominierung als Beste Nebendarstellerin für Stevie
- 1978: LAFCA Award als Beste Nebendarstellerin für Stevie
- 1981: NBR Award als Beste Nebendarstellerin für Stevie
- 1981: NYFCC Award als Beste Nebendarstellerin für Stevie
- 1982: Boston Society of Film Critics Awards als Beste Nebendarstellerin für Stevie